# Dicallaneura ansa
Dicallaneura ansa är en fjärilsart som beskrevs av Lambertus Johannes Toxopeus 1944. Dicallaneura ansa ingår i släktet Dicallaneura och familjen Riodinidae. Inga underarter finns listade i Catalogue of Life.